# Campages japonica
Campages japonica är en armfotingsart som först beskrevs av Kishio Hatai 1940.  Campages japonica ingår i släktet Campages och familjen Dallinidae. Inga underarter finns listade i Catalogue of Life.